# Campagna di Livonia di Stefano Báthory
La campagna di Livonia di Stefano Báthory, nota come guerra russo-polacca nella storiografia polacca, ebbe luogo nella fase finale della guerra di Livonia, tra il 1577 e il 1582. Grazie a tale operazione, le forze della Confederazione polacco-lituana guidate da Stefano I Báthory, re di Polonia e granduca di Lituania, surclassarono l'esercito di Ivan il Terribile, zar di Russia, nel ducato di Livonia e a Polack. Le forze russe dovettero abbandonare la Livonia prima della conclusione della campagna e accettare l'armistizio di Jam Zapolski, il quale pose fine al conflitto.

## Contesto storico
Nella seconda metà del XVI secolo, diverse potenze dell'Europa orientale, tra cui la Polonia, la Lituania e la Russia, si contesero il possesso dei principali porti del Mar Baltico meridionale (dominium maris Baltici). La guerra russo-lituana scoppiata nel 1558 vide la Polonia assistere la Lituania anche dopo la costituzione dell'Unione di Lublino del 1569, un importante atto ai sensi del quale Vilnius e Cracovia diedero forma a un singolo Stato, la neonata Confederazione polacco-lituana. Quest'ultima portò dunque avanti la lotta con l'avversario fino al 1570, anno in cui si esaurirono le ostilità con Mosca e e si giunse a una tregua triennale che non soddisfaceva nessuna delle parti. La morte del sovrano di Cracovia Sigismondo II Augusto generò un breve periodo durante il quale lo zar Ivan IV di Russia ipotizzò persino di partecipare alle elezioni reali polacche, considerata la natura elettiva della Confederazione. Tuttavia, alla fine i votanti preferirono eleggere al trono Stefano I Báthory, una scelta che riaprì nuovamente le ostilità tra Russia e Polonia-Lituania. Quando entrambe le realtà mirarono ad acquisire il possesso della fragile Confederazione livoniana, provata da anni di malagestione e difficoltà economiche, Cracovia e Mosca decisero di risolvere la disputa sul campo di battaglia.

## La campagna

### 1575-1577

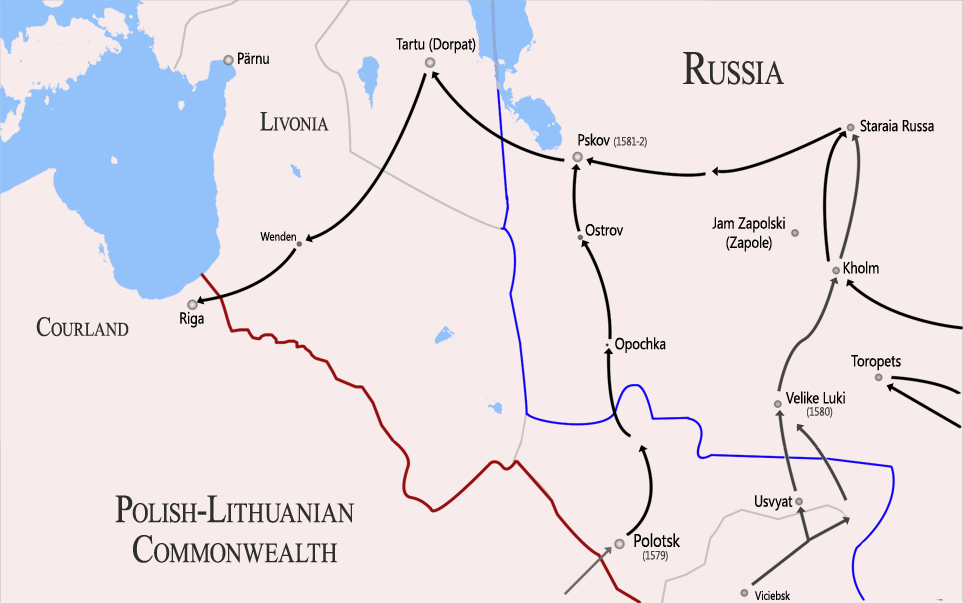
Campagne di Stefano Báthory (1578-1582)

La guerra di Livonia scoppiò ufficialmente nel 1558. Dopo circa venti anni di lotta, nel 1575, Ivan ordinò un ennesimo attacco ai danni della Polonia, riuscendo ad assicurarsi varie aree della Livonia (in particolare Salacgrīva e Pärnu). Nel 1577 le forze russe assediarono Reval (oggi Tallinn) e un forte esercito si concentrò nei pressi di Pskov. I russi speravano di contare sul fatto che le forze polacche fossero impegnate in quel frangente sul lato occidentale del Mar Baltico, in quanto era in corso la ribellione di Danzica. Nel mese di luglio il principale troncone dell'esercito moscovita, composto da circa 30 000 unità, avanzò da Pskov e riuscì a prendere possesso di Viļaka, Rēzekne, Daugavpils, Koknese, Gulbene e delle aree circostanti. La controffensiva polacca che ne seguì, nota come prima campagna di Báthory, iniziò in autunno con l'obiettivo di riconquistare i territori perduti nelle odierne Lettonia ed Estonia.

### 1578
Considerate le vittorie che Báthory aveva riportato nei territori occupati dai russi, nel 1578 Ivan decise di avviare dei negoziati volti a firmare una tregua dalla durata triennale. Dal canto suo, la corona polacca cambiò idea e proseguì sulla propria scelta di preparare una controffensiva più grande. Allo stesso tempo, le forze confederate, alleate di quelli svedesi, riuscirono ad arrestare gli ulteriori progressi delle forze moscovite nella battaglia di Wenden del 21 ottobre.

### 1579-1580

#### Composizione dell'esercito confederato

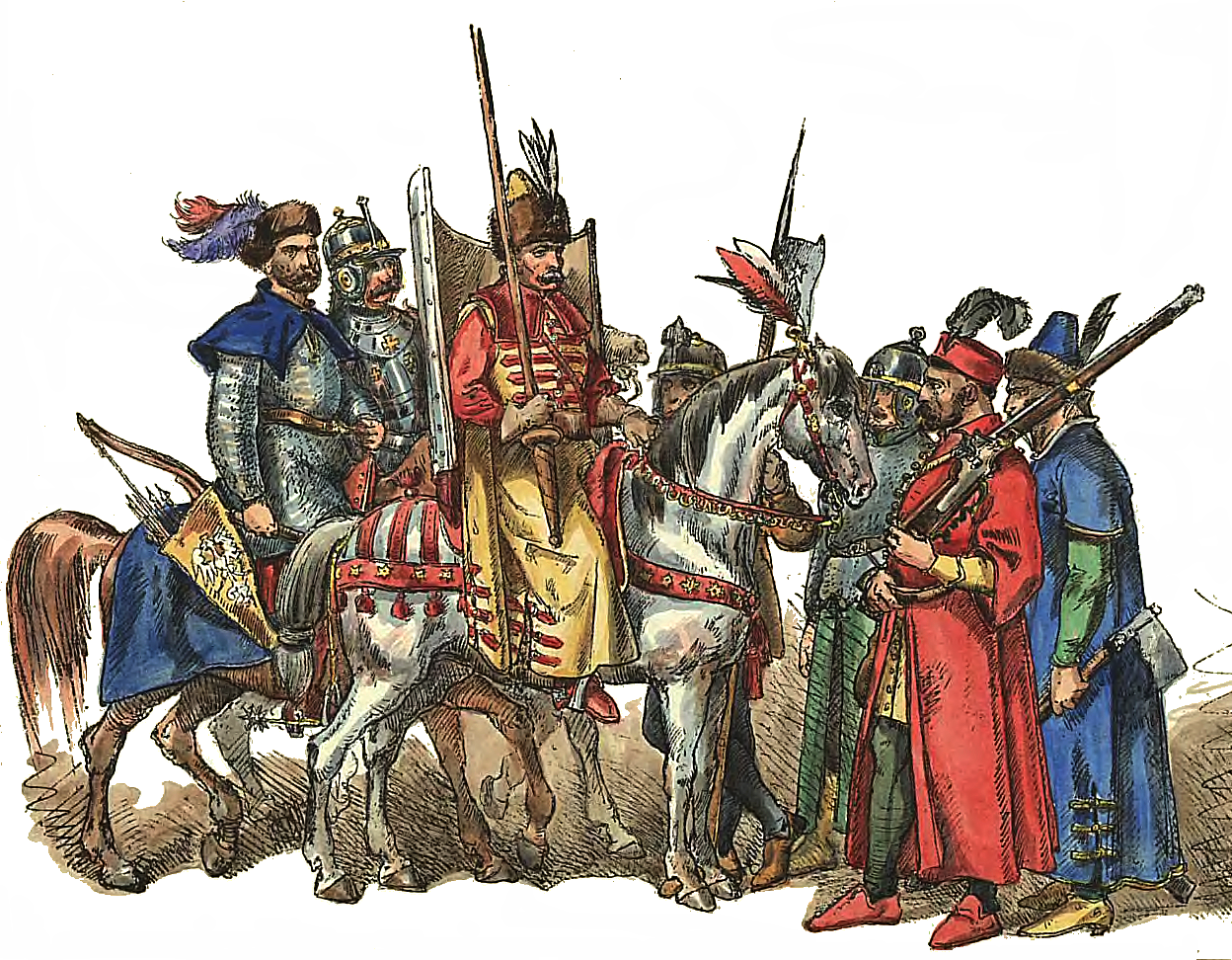
Ritratto immaginario dell'esercito polacco-lituano tra il 1576 e il 1586

I movimenti maggiori della campagna ebbero luogo tra il 1579 e il 1580, rivelandosi decisivi per il risultato successivamente ottenuto in guerra. Radunato un grande esercito prima delle operazioni militari composto da circa 7 311 cavalieri e 6 519 mercenari di fanteria nel regno di Polonia e 1 445 cavalieri e 2 530 mercenari di fanteria nel Granducato di Lituania, Cracovia si considerò pronta a contrastare verso il proprio avversario. La ripartizione delle unità composte da mercenari era avvenuta tenendo conto del loro luogo di provenienza (perlopiù Ungheria, Sacro Romano Impero e Polonia stessa). Il risultato dei mercenari magiari dovette rivelarsi particolarmente fruttuoso, in quanto essi rimasero a servizio della Confederazione anche dopo la campagna confluendo nel gruppo noto come Hajduk. Tenendo presenti gli uomini messi a disposizione dagli aristocratici chiamati a contribuire al conflitto, si giunse ad assemblare una forza composta da 41 914 soldati (22 975 dalla Lituania e 18 739 dalla Polonia). La maggior parte di questi combattenti, in percentuale il 71%, era compresa nella cavalleria, mentre i mercenari costituivano circa il 41% dell'esercito. Anche vari reggimenti formati da contadini obbligati alla leva (Piechota wybraniecka), oltre agli strel'cy russi e alle bande di cosacchi ucraini, particolarmente temuti per la loro abilità in battaglia, figuravano tra le file dell'esercito confederato. In sintesi, l'armata di Báthory si componeva di soldati polacchi, lituani, ungheresi, valacchi, boemi e tedeschi, oltre ad una compagnia di siculi guidata dal principe di Transilvania Mózes Székely.

#### Offensive
Báthory ricoprì nel corso della campagna il ruolo il comandante supremo dell'esercito principale (il quale contava oltre 40 000 unità). Tuttavia, per una gestione più efficiente della sua armata, nominò dei generali a lui subordinati. La nobiltà lituana era guidata da Mikołaj Radziwiłł, i mercenari baltici erano comandati da Krzysztof Mikołaj Radziwiłł, i tedeschi da Krzysztof Rozdrażewski, gli ungheresi da Gáspár Bekes e i polacchi da Janusz Zbaraski. Quelli restanti rimasero sotto il comando di Mikołaj Mielecki.
I soldati lituani erano riluttanti a seguire qualsiasi ordine dato dai comandanti polacchi e crearono dei propri accampamenti lontani dai loro alleati. La scelta di intraprendere tattiche autonome e di agire senza seguire gli ordini ebbe l'effetto di pregiudicare lo sforzo bellico messo in atto dalla coalizione anti-russa. In virtù di siffatta premessa, se ne deduce che l'esercito non disponeva di un sistema di comando centralizzato.
Durante i combattimenti conosciuti come seconda campagna di Báthory, l'esercito avanzò su Polack, nell'odierna Bielorussia. L'assedio che ne seguì iniziò l'11 agosto e la città si arrese il giorno 29 dello stesso mese. L'esercito polacco-lituano espugnò inoltre tutti gli otto castelli occupati dai russi nella regione circostante (Rasony, Sokol, Nescherda, Suša, Krasnae, Turovlia, Sitna, Kaz'jany e Usvjaty). I confederati ripresero la loro offensiva l'anno successivo con la terza campagna di Báthory, concentrandosi sull'assedio di Velikie Luki il 29 agosto e sfondando le sue mura il 5 settembre. La battaglia di Toropec svoltasi il 20 settembre assunse le caratteristiche di una feroce lotta tra le due cavallerie ostili e vide le truppe di Ivan uscire sconfitte. Qualche giorno più tardi le forze congiunte catturarono anche Veliž e Nevel'.

### 1581-1582

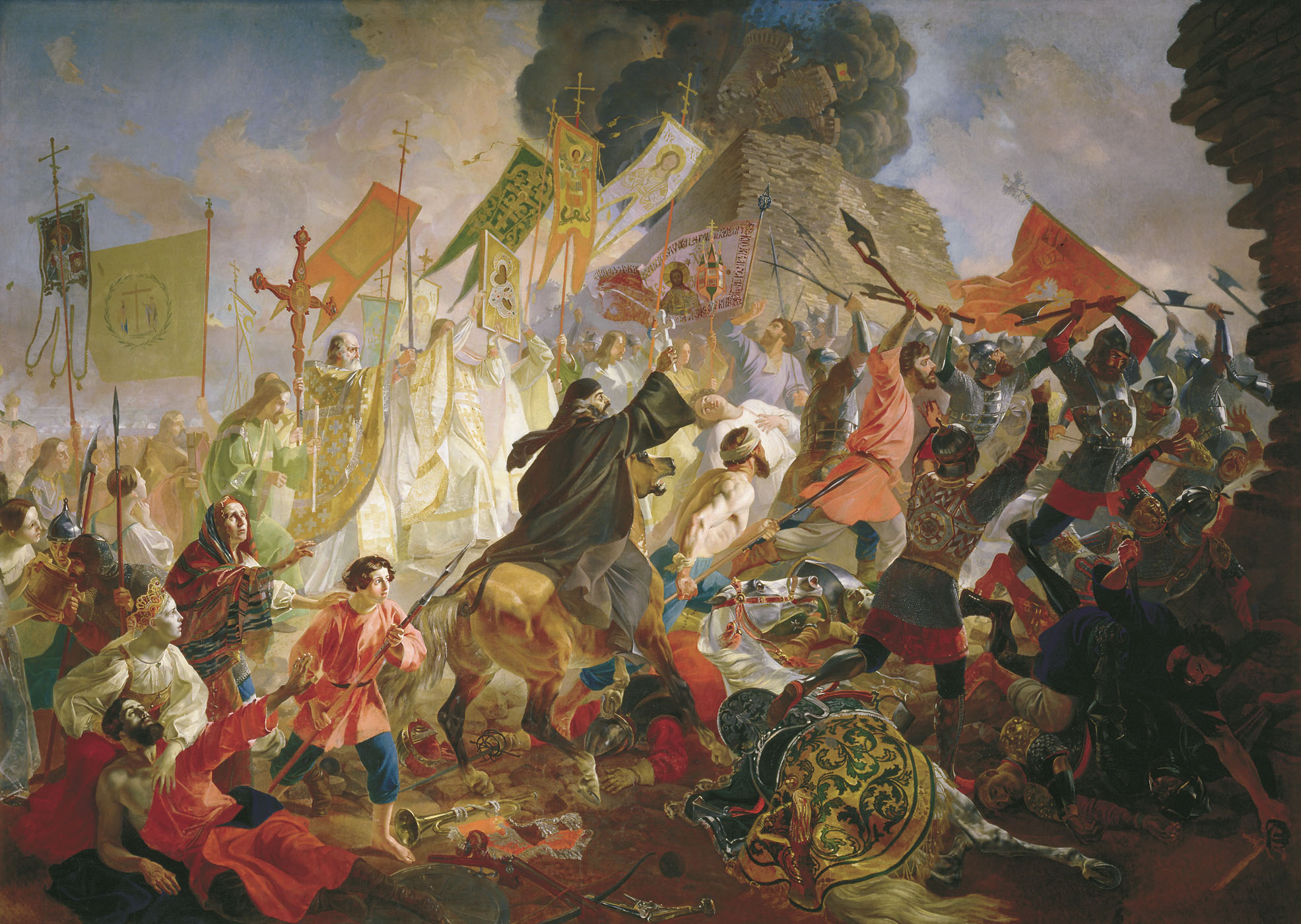
LAssedio di Pskov, l'ultima (e incompiuta) opera del pittore russo Karl Brjullov

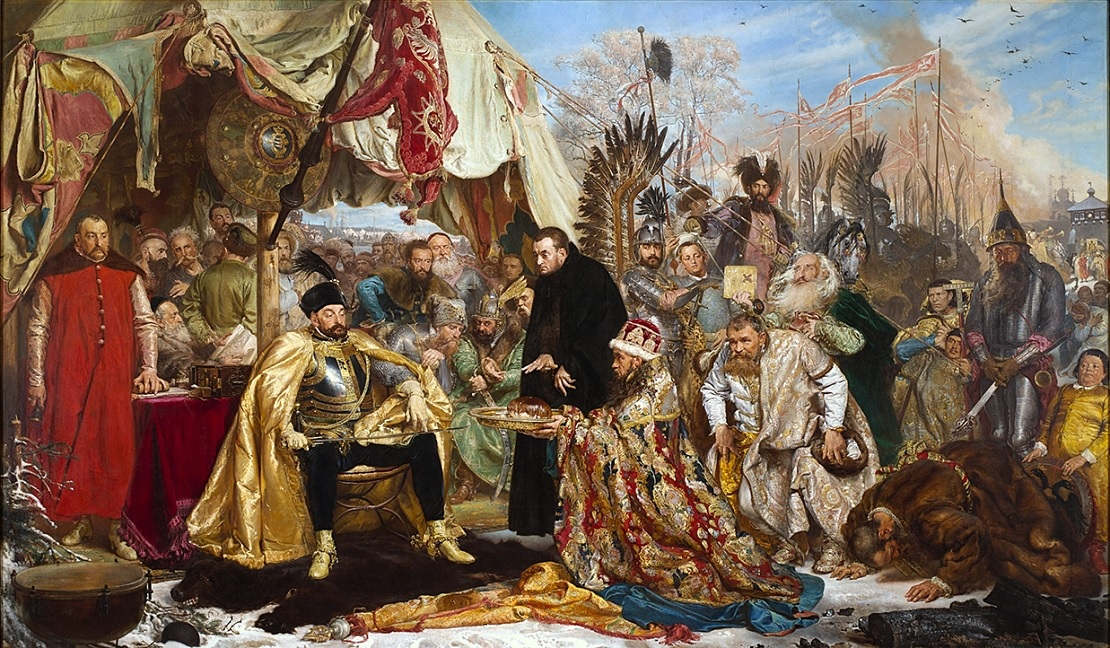
Báthory a Pskov del polacco Jan Matejko

Con i russi che ormai sembravano battere in ritirata, l'ultima fase del conflitto ruotò intorno all'assedio di Pskov, durato dall'agosto del 1581 al febbraio del 1582. A seguito di faticosi ed estenuanti mesi di lotta, Báthory non fu capace di penetrare le mura dell'insediamento, con il risultato che le ingenti spese delle casse polacche si rivelarono infruttuose. Tuttavia, i russi, al contempo impegnati a lottare contro la Svezia che aveva preso di mira Narva nel corso del 1581, decisero di dichiararsi disponibili a stipulare una tregua, pur essendo consapevoli del fatto che Cracovia avrebbe dettato le condizioni.

## Conseguenze
L'armistizio firmato nel 1582 coincise con la conclusione della guerra di Livonia e aveva una durata decennale. Come prevedibile, si rivelò favorevole alla Polonia, in quanto essa riconquistò il ducato di Livonia mantenendo le recenti conquiste a Veliž e Polack. La Russia riuscì comunque a preservare il possesso di Velikie Luki, benché dovette abbandonare il suo obiettivo principale che passava dalla riconquista dell'accesso al Mar Baltico.
La cessazione delle ostilità durò il tempo necessario agli schieramenti per riprendersi economicamente. La fase successiva delle guerre russo-polacche cominciò nel 1605, quando esplose la guerra polacco-moscovita.